# 松崎友紀
松崎 友紀（まつざき ゆき、1978年11月4日 - ）は日本の即興舞踊家、ダンサー、アートモデル
新潟県佐渡市生まれ。2002年舞台芸術学院演劇別科修了後、厚木凡人に師事。
2008年、手塚眞の8ミリフィルム映画『惑星ＴＥトＬＡ』出演を機に自身の即興表現活動を開始した。
自然な反応より発生する、即興表現を通してどれだけ他と融合していけるかをテーマにその後新潟県十日町市にある笹山じょうもん市にて鼓童メンバーらとの共演から始まり、水と土の芸術祭、徳島ＬＥＤアートフェスティバル、中之条ビエンナーレ等芸術祭にて現代美術家たちや現代音楽家、舞踏家たちとのコラボレーションを行っている。また2010年にはスペイン・マドリッドにて公演。同じく同年同地の日本文化祭にて公演、ワークショップを行っている。手塚眞の映画『OKUAGA』主演ダンサー。